# Philipp Heinrich Erlebach
Philipp Heinrich Erlebach (getauft 25. Juli 1657 in Esens, Ostfriesland; † 17. April 1714 in Rudolstadt, Thüringen) war ein deutscher Komponist des Barock.

## Leben
Getauft wurde Philipp Heinrich Erlebach in seinem Geburtsort Esens als Sohn des einstigen Musikers am Hof des Grafen Ulrich II. von Ostfriesland und späteren Vogtes Johann Philipp Erlebach (1604–1660) und dessen Ehefrau Grete Henrichs. Seine Ausbildung erhielt er vermutlich am Ostfriesischen Hof in Aurich. Die verwandtschaftlichen Beziehungen des Herrscherhauses Cirksena zu den thüringischen Residenzen mögen ihm zu einer Anstellung am Hof des Grafen Albert Anton von Schwarzburg-Rudolstadt verholfen haben, wo er ab 1679 tätig war.
Bereits 1681 wurde Erlebach von Graf Albert Anton zum Capelldirector bestimmt und die Heidecksburg in Rudolstadt der Ort, an welchem er bis zu seinem Tod wirkte. In seiner Bestallungsurkunde dazu wurden ihm seine künftigen Aufgaben und Verpflichtungen ausführlich beschrieben. Hier hieß es unter anderem, er habe „die ordentlichen musikalischen Aufwartungen sowohl in der Kirchen als für der Tafel wie und wo wir es verordnen werden, fleißigst zu verrichten, wobey ihm aber frey steht, entweder seine eigene compositiones oder auch andere nach seinem gut Befinden zu gebrauchen“.
Während seiner Schaffenszeit entwickelte er die kleine Residenzstadt zu einem Zentrum musikalischen Lebens. Sein Ruf ging weit über die Landesgrenzen hinaus. Bei dem zu dieser Zeit namhaften Musiktheoretiker und -schriftsteller Wolfgang Caspar Printz heißt es in einer seiner bekanntesten Schriften: „Von dannen kahm ich gen Rudolstadt / da ist Herr Erlebach bey dem Grafen von Schwarzburg Capellmeister, welcher unter den teutschen Componisten die meiste Satisfaction giebt / und sich trefflich hervor thut …“
Zu Lebzeiten wurde Erlebach zuerst durch seine Instrumentalwerke bekannt.
Als bedeutend für die Geschichte des deutschen Liedes gilt auch seine 1704 in Rudolstadt gedruckte Liedersammlung Gottgeheiligte Sing-Stunde mit den Texten des Rudolstädter gräflichen Informators Christoph Helm. Es handelt sich hier zugleich um den frühesten erhaltenen Rudolstädter Notendruck.
Im Oktober 1705 begleitete Erlebach seinen Herrn Graf Albert Anton nach Mühlhausen, wo dieser die Erbhuldigung der Reichsstadt im Auftrag von Kaiser Joseph I. feierlich entgegennahm. Aus diesem Anlass hatte der Graf seinen Kapellmeister beauftragt, die Festmusik zu schreiben und zur feierlichen Aufführung zu bringen. Zu diesen Musicalia bei dem Actu Homagiali gehört das Vokalkonzert Exultemus, gaudeamus, eine Serenade und ein Marsch. Neben den bisher erwähnten Werken schrieb Erlebach zu allen großen Kirchenfesten Oratorien sowie Motetten. Als die weltliche Musikpflege am Hofe mehr Bedeutung erlangte, folgten auch Opern, so das 1693 in Braunschweig aufgeführte Werk Die Plejades. Ferner komponierte er sogenannte Pastourelle (Schäferstücke), Ballettmusik und zahlreiche Kantaten.
Zum Liedschaffen Erlebachs bemerkt der Musikwissenschaftler und einstige Dirigent des Rudolstädter Theaterorchesters Peter Gülke:

„Die Werke spiegeln die ganze Vielfalt dessen, was das 17. Jahrhundert unter dem Begriff des Liedes zusammenfasste. Die Grenzen zur Solokantate wie zur Arie sind fließend. Erlebachs Sammlungen sind die letzten ihrer Art – gewiss nicht zufällig, denn im geschichtlichen Rahmen kann der Rudolstädter Hof als ein ‚Rückzugsgebiet‘ jener Lebensstimmung gelten, ohne die die Liedproduktion des 17. Jahrhunderts, zumal seit Ausbruch des Dreißigjährigen Krieges, nicht zu denken ist.“

### Familie
Erlebach heiratete am 9. Oktober 1683 Elisabeth Catharina Eberhard. Das Paar hatte acht Kinder, von denen zwei Söhne und drei Töchter überlebten.

## Werke (Auswahl)
Seine Kompositionen umfassen neben den Kantaten und Liedern Orchester- und Kammermusik, Opern und Oratorien. Er schuf mindestens sechs Jahrgänge mit geistlichen Kantaten.
Praktisch der gesamte handschriftliche Nachlass, und somit der größte Teil seiner Werke (über 1000 Kompositionen), wurde 1735 bei einem Brand auf der Heidecksburg vernichtet, wodurch Erlebach musikalisch fast völlig in Vergessenheit geriet. Erhalten sind nur einige wenige Instrumentalkompositionen und zwei Ariensammlungen, die Erlebach bereits zu Lebzeiten hatte drucken lassen, sowie rund 70 Kantaten und kirchenmusikalische Werke, die in zeitgenössischen Abschriften vorliegen. Einige dieser Abschriften fertigte der Kantor der Fürstenschule Grimma, Samuel Jacobi, vor dem Brand an. Dazu zählt beispielsweise die Pfingstkantate Die Liebe Gottes ist ausgegossen.
Erlebachs Erbe wird heutzutage hauptsächlich in seinem Geburtsort Esens und seinem Wirkungsort Rudolstadt gepflegt.

### Opern
- Die Plejades oder Das Siebengestirne (Braunschweig 1693, Libretto: Friedrich Christian Bressand; nur Libretto erhalten)
- Die singende Unschuld unter dem Beispiele Hunonis, Grafen zu Oldenburg (Rudolstadt 1702; nur Libretto erhalten)

### Instrumentalwerke
- VI Ouvertures avec leurs Airs à la Manière française
- Sonaten Nr. 1–6 für Violine,  Viola da gamba & Bc
- Sonaten Nr. 1–6 für 2 Violinen & Bc

### Sonstige Vokalwerke
- Actus Homagiali, Josephs Neuer Kayser-Thron (Serenata)
- Ach daß ich Wassers genug hätte (Kantate zum 10. Sonntag nach Trinitatis)
- Held, du hast den Feind gebunden (Kantate zum 1. Ostertag/Ostersonntag)
- Ich will euch wiedersehen (Kantate zum 2. Ostertag/Ostermontag)
- Die Liebe Gottes ist ausgegossen (Kantate zum 1. Pfingsttag/Pfingstsonntag)
- Siehe, um Trost war mir sehr bange (Kantate zum 2. Sonntag nach Trinitatis)
- Unruhige Gedanken, stellt alles Sorgen ein (Aus Gott geheiligte Sing-Stunde, Rudolstadt 1674)
- Wer sind diese mit weißen Kleidern angetan (Kantate zum 1. Sonntag nach Trinitatis; urspr. Begräbnismusik für Gräfin Maria Susanna)
- Betrübtes Herz, erfreue dich! (Aus Gott geheiligte Sing-Stunde, Rudolstadt 1704)
- Fürchtet euch nicht (Kantate zum 1. Weihnachtstag)
- Harmonische Freude musikalischer Freunde (Ariensammlung; Nürnberg 1697 und 1710)

## Veröffentlichungen (Auswahl)

### CDs
- „Zeichen im Himmel“ (Sonaten Nr. 2–4 für Violine, Viola da gamba, Bc & Arien „Dulde dich“; „Schwaches Herz“; „Meine Seufzer“; „In meiner Liebespein“; „Meine Stimmen“; „Himmel, du weißt meine Plagen“); Victor Torres, Stylus Phantasticus Ensemble; Alpha 2001
- „Die Liebe Gottes ist ausgegossen – Cantatas“ („Ich will euch wiedersehen“; „Siehe, um Trost war mir sehr bange“; „Held, du hast den Feind gebunden“; „Unruhige Gedanken, stellt alles Sorgen ein“; „Die Liebe Gottes ist ausgegossen“; „Wer sind diese mit weißen Kleidern angetan“; „Betrübtes Herz, erfreue dich“; „Ach daß ich Wassers genug hätte“; „Fürchtet euch nicht: Siehe ich verkünde große Freude“), Dorothee Mields, Margaret C. Hunter, Alexander Schneider, Andreas Post, Matthias Vieweg, Les Amis de Philippe, Ludger Remy; CPO 2008
- „Süße Freundschaft, edles Band“ (Ouvertüren-Suiten Nr. 2 & 4; Sonate Nr. 3 A-Dur für 2 Violinen & Bc; Arie „Mein Seufzer“ für Sopran, Streicher, Bc; Arie „Trocknet euch, ihr heißen Tränen“ für Alt, Streicher, Bc; Duett „Süße Freundschaft. edles Band“ für Sopran, Alt. Streicher, Bc); Miriam Feuersinger, Franz Vitzthum, Capricornus Consort Basel; Christophorus 2012
- „Complete Trio Sonatas“; L’Acheron; Ricercar 2018
- „Lieder“ (Arien-Sammlung „Harmonische Freude Musicalischer Freunde“); Damien Guillon, Le Banquet Celeste; Alpha 2020